# Johannes Kinder (Kriegsverbrecher)
Johannes Kinder (geb. 3. Oktober 1912 in Einsiedel; hingerichtet 21. Oktober 1976 in Leipzig) war ein nationalsozialistischer Kriegsverbrecher und Stasi-Informant.
Er wurde am 11. Juni 1976 als Kriegsverbrecher vom Bezirksgericht Karl-Marx-Stadt zum Tode verurteilt und am 21. Oktober 1976 in Leipzig durch „unerwarteten Nahschuss“ hingerichtet. Als Mitglied eines SS-Einsatzkommandos in der Sowjetunion im Zweiten Weltkrieg hatte Kinder persönlich mindestens 260 Menschen erschossen und sich an der Tötung von 214 psychisch kranken und behinderten Kindern und Jugendlichen mittels Gasvergiftung beteiligt. Johannes Kinder war geheimdienstlich von 1945 bis 1948 für die sowjetische Geheimpolizei KGB und von 1962 bis 1972 für das Ministerium für Staatssicherheit der DDR (StaSi) tätig.

## Lebensweg
Johannes Kinders Vater war zunächst Kriminalsekretär und später Mitarbeiter der Gestapo.
Er wurde 1936 zur Wehrmacht einberufen. Mit dem Ziel, anschließend von der Kriminalpolizei als Kraftfahrer übernommen zu werden, verpflichtete Kinder sich freiwillig, über die Dauer seiner Wehrpflicht hinaus ein weiteres Jahr Dienst zu verrichten. Ende 1938 / Anfang 1939 wurde er seinem Wunsch gemäß von der Gestapo übernommen und als Fuhrparkleiter im Range eines SS-Oberscharführers eingesetzt. Kinder arbeitete ab Anfang 1939 als Kraftfahrer bei der Staatspolizeistelle Chemnitz. Später wurde er im damaligen Protektorat Böhmen und Mähren bei den Staatspolizeileitstellen in Reichenberg (Liberec) und Prag eingesetzt. Von März 1939 bis Juni 1941 war er Kraftfahrer bei der Gestapoleitstelle Prag, Außenstelle Jitschin (Jičín). Dort beantragte er am 2. Juni 1940 die Aufnahme in die NSDAP und wurde zum 1. Juli desselben Jahres aufgenommen (Mitgliedsnummer 8.424.104). Anfang Juni 1941 wurde Kinder nach Bad Schmiedeberg / Dübener Heide kommandiert und dort dem von Kurt Christmann geführten Sonderkommando 10a der Einsatzgruppe D als Kraftfahrer und Fuhrparkleiter zugeteilt, dem er bis März 1943 angehörte.
Im Juli 1941 fiel das Einsatzkommando 10a vom rumänischen Iași aus in die Sowjetunion ein und begann am vierten Tag seines Einsatzes mit der Festnahme und Tötung von Juden, Komsomolzen, sowjetischen Partei- und Staatsfunktionären. Kinder war vorwiegend als Kraftfahrer innerhalb des Einsatzkommandos 10a oder in einem seiner Teilkommandos eingesetzt. Zugleich war er für die Einsatzbereitschaft der jeweils zu seiner Einheit gehörenden Kraftfahrzeuge verantwortlich. Zu seinen Aufgaben gehörte es auch, die Opfer zu bewachen, sie zu den vorgesehenen Erschießungsstätten zu transportieren und dort auch selbst einige von ihnen zu erschießen. Kinder hat an Erschießungsaktionen der Einsatzgruppe D auf deren Wegstrecke von Iași bis nach Jeisk mitgewirkt, denen mindestens 7802 Sowjetbürger zum Opfer fielen. Mindestens 260 Menschen hat Kinder eigenhändig getötet.
Am 9. und 10. Oktober 1942 erhielt sein Kommando den Auftrag, die im Kinderheim in Jeisk untergebrachten psychisch kranken und körperbehinderten Kinder und Jugendlichen zu ermorden. Dazu wurde dem Kommando ein „Gaswagen“ zur Verfügung gestellt, in dessen abgedichteten Kastenaufbau die Motorabgase geleitet werden konnten, wodurch die Insassen innerhalb von 15 bis 30 Minuten qualvoll erstickten. Unter Vortäuschung der Verlegung der Kinder in ein anderes Kinderheim wurden 214 Insassen des Heimes im Alter zwischen vier und 17 Jahren in das Fahrzeug geladen und auf die beschriebene Weise durch Vergasen getötet.
Ende März 1943 wurde Kinder, nach einer Rheumakur, zur Gestapo-Außenstelle Jungbunzlau (Mladá Boleslav) versetzt, in welcher er bis Mai 1945 tätig war.
Nach Ende des Zweiten Weltkriegs arbeitete er zunächst in der holzverarbeitenden Industrie, betrieb dann von 1953 bis 1966 eine Nutzholzhandlung und war danach in verschiedenen Betrieben beschäftigt, zuletzt als Verkaufsleiter in der Konsumgenossenschaft Karl-Marx-Stadt. Etwa 1946 trat er wieder in die Kirche ein und wirkte aktiv im Kirchenvorstand und bei einem christlichen Männerverband (Männerwerk) mit. Parallel dazu leistete Kinder geheimdienstliche Informantendienste, zunächst – von 1945 bis 1948 – für die sowjetische Geheimpolizei KGB und dann – von 1962 bis 1972 – für das Ministerium für Staatssicherheit der DDR (StaSi). Kinder alias „Ernst“ galt als einer der besten Inoffiziellen Mitarbeiter (IMs) der StaSi.
Nach einer Verurteilung Kinders wegen einer Straftat erreichte die Staatssicherheit Kinders vorzeitige Haftentlassung und besorgte ihm ein Auto.
Im Jahr 1973 erhielt das MfS von der Bezirksstaatsanwaltschaft Hinweise auf Kinders NS-Vergangenheit, unter anderem darauf, dass sich Kinder an Erschießungen von Juden beteiligt hatte. Weitere Ermittlungen bestätigten diesen Verdacht. Im Oktober 1974 wurde Kinder in Untersuchungshaft genommen. Er gestand von ihm persönlich begangene Verbrechen und gab umfassend Auskunft über das Einsatzkommando, etwa zu Mannschaftsstärke, Marschwegen und der Arbeit mit V-Männern und Kollaborateuren. Aufgrund seiner eigenen Aussagen und der zahlreicher Zeugen sowie aufgrund von Beweisdokumenten aus der Sowjetunion verurteilte ihn das Bezirksgericht Karl-Marx-Stadt am 11. Juni 1976 wegen der Begehung von Kriegsverbrechen und Verbrechen gegen die Menschlichkeit zum Tode. Das Gericht sah es als erwiesen an, dass Kinder „an der Ermordung von mindestens 7 802 wehrlosen sowjetischen Bürgern mitgewirkt“ habe, darunter 214 psychisch kranken und zum Teil körperbehinderten Kindern und Jugendlichen eines Kinderheims. Darüber hinaus soll er mindestens 260 sowjetische Juden, darunter Mütter mit ihren Kindern, sowie kommunistische Funktionäre eigenhändig erschossen haben.
Kinder wurde am 21. Oktober 1976 in Leipzig mittels „Unerwartetem Nahschuss“ hingerichtet. Todesursache und Sterbeort wurden gegenüber der Öffentlichkeit geheim gehalten, seine Leiche eingeäschert. Die Erschießung Johannes Kinders war die letzte Hinrichtung eines Zivilisten in der DDR.
Kinders Vorgesetzter beim Einsatzkommandos 10a der Einsatzgruppe D, Kurt Christmann, wurde am 19. Dezember 1980 vom Landgericht München I wegen seiner Beteiligung an Kriegsverbrechen in Krasnodar zu zehn Jahren Haft verurteilt; er wurde jedoch bereits am 10. Dezember 1985 wieder aus der Justizvollzugsanstalt München entlassen.